# Walter J. Schütz
Walter Justus Schütz (* 27. Juli 1930 in Bochum; † 27. November 2013 in Bonn) war ein deutscher Kommunikationswissenschaftler und Pressestatistiker.

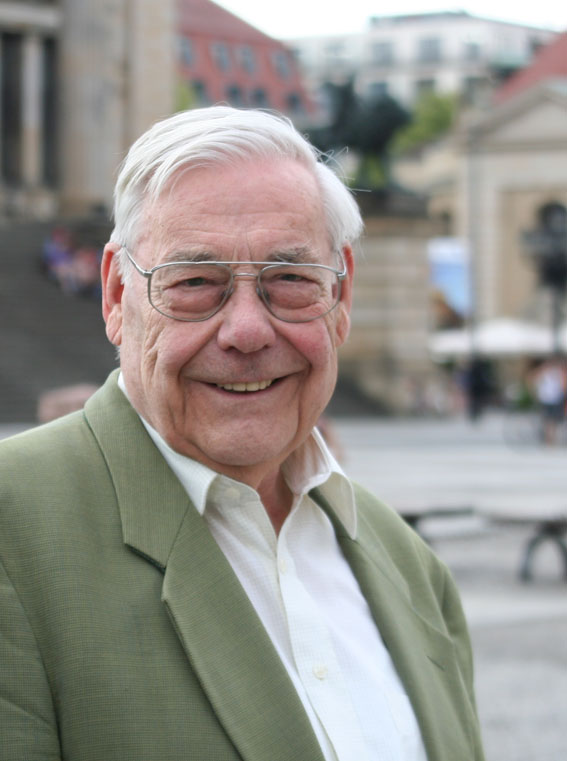
Walter J. Schütz

## Leben und Wirken
Von 1949 bis 1953, nach dem Abitur an der Oberrealschule Deggendorf, studierte Walter J. Schütz Germanistik, Publizistik, Geographie und Geschichte an den Universitäten Münster (als Schüler von Walter Hagemann) und München. Während dieser Zeit war er auch als freier Mitarbeiter der Wattenscheider Lokalzeitungen tätig, im Frühjahr 1953 zudem als Praktikant in der Nachrichtenredaktion des Funkhauses Köln des NWDR. Von 1953 an war er bei Hagemann wissenschaftlicher Mitarbeiter am Institut für Publizistik der Universität Münster.
1954 leitete er dort die erste Stichtagssammlung der bundesdeutschen Tageszeitungen mit ihren damals 1500 unterschiedlichen Ausgaben, der in den Jahrzehnten danach sieben weitere folgen werden. Die letzte Stichtagssammlung führte er 2012 durch. Seine umfangreiche Tätigkeit  zum quantitativen Aufbau, zur Struktur und Entwicklung des deutschen Pressemarktes nach 1949 brachte ihm den Namen „Bonns Mr. Pressestatistik“ (FAZ) ein. Von 1960 bis 1995 war Schütz im Presse- und Informationsamt der Bundesregierung tätig, zunächst als Hilfsreferent in der Presselektur etwa für Bundeskanzler Konrad Adenauer und von 1967 an als Regierungsrat im Referat Pressedokumentation, Pressearchiv und Bibliothek, zuletzt als Leiter des Medienreferats im Rang eines Ministerialrats. Von 1970 an war Schütz mitverantwortlich für die Medienberichte der Bundesregierung und ebenso für die kommunikationswissenschaftlichen Forschungsprojekte der Bundesregierung. Er lebte in Bonn und Berlin.
Zwischen 1956 und 1993 war Schütz gemeinsam mit Günter Kieslich Redakteur der „Publizistik. Vierteljahreshefte für Kommunikationsforschung“. 1984/85 gehörte er der Kommission zur Vorbereitung des Ergänzungsstudiengangs Journalistik in Hannover an. Nach zahlreichen Lehraufträgen an mehreren Universitäten, darunter Mainz, Bochum, München, Münster und Bonn, lehrte er von 1995 an in Hannover als Honorarprofessor an der Hochschule für Musik und Theater Hannover. Schütz war Mitherausgeber des seit 1977 erscheinenden Lexikons Medienrecht (5. Auflage 2010).
Wegweisend sind seine acht Stichtagssammlungen, mit denen er (zuletzt 2012) sämtliche Ausgaben deutscher Tageszeitungen mit all ihren Varianten erfasste. In Verbindung damit schuf er die Begriffe Publizistische Einheit, Redaktionelle Einheit und Vollredaktion.
Walter J. Schütz starb nach kurzer, schwerer Krankheit am 27. November 2013 in Bonn.

## Mitgliedschaften
Schütz war Mitglied der Deutschen Gesellschaft für Publizistik- und Kommunikationswissenschaft (DGPuK); er war viele Jahre deren Schatzmeister. Ferner war er Mitglied des von ihm 1969 mitbegründeten Studienkreises Rundfunk und Geschichte sowie der philatelistischen Motivgruppe Papier und Druck.

## Ehrungen
1983 verlieh die Universität Münster Walter J. Schütz den Titel eines Dr. phil. honoris causa.
1992 wurde er mit dem Verdienstkreuz am Bande ausgezeichnet.
1995 ernannte ihn die Hochschule für Musik und Theater Hannover zum Honorarprofessor.
Zu seinem 65. Geburtstag erschien die von Beate Schneider, Kurt Reumann und Peter Schiwy herausgegebene Festschrift „Publizistik. Beiträge zur Medienentwicklung“ (UVK, Konstanz 1995); sie enthält mehrere Beiträge zu Schütz, biographische Daten im Überblick sowie eine Bibliographie für die Zeit von 1954 bis 1994.

## Publikationen (Auswahl)
- Die Republik und ihr Adler. Staatliche Formgebung von Weimar bis heute. In: C. Welzbacher (Hrsg.): Der Reichskunstwart. Kulturpolitik und Staatsinszenierung in der Weimarer Republik 1918-1933. wtv-campus im weimarer Taschenbuchverlag, Weimar 2010; S. 116–135.
- Pressewirtschaft. In: E. Noelle-Neumann, W. Schulz & J. Wilke (Hrsg.): Fischer Lexikon Publizistik Massenkommunikation (S. 537–564). Fischer Taschenbuch Verlag, Frankfurt/Main 2008, S. 537–564
- Die Zeitungen in der Bundesrepublik Deutschland und in der DDR 1945-2005. In: M. Welke & J. Wilke (Hrsg.): 400 Jahre Zeitung. Die Entwicklung der Tagespresse im internationalen Kontext. edition lumière, Bremen 2008, S. 467–482
- Zeitungen in Deutschland. Zeitungsatlas 2004. Maßstab 1:350.000. Vistas Verlag, Berlin 2006
- Zeitungen in Deutschland. Verlage und ihr publizistisches Angebot 1949-2004. Vistas Verlag, Berlin 2005
- Statistik nationaler Zeitungsmärkte in Europa/Deutschland: Von der Katalogauszählung über die Fragebogenauswertung zur Stichtagssammlung. In B. Schneider & W. J. Schütz (Hrsg.): Europäische Pressemärkte/European Press Markets. Annäherungen an eine länderübergreifende Zeitungsstatistik (= relation. Beiträge zur vergleichenden Kommunikationsforschung, N. F. 1, 33–66, 195–211). Verlag der Österreichischen Akademie der Wissenschaften, Wien 2004